# La Morte
La Morte település Franciaországban, Isère megyében. Lakosainak száma 139 fő (2022. január 1.). La Morte Villard-Saint-Christophe, Cholonge, Lavaldens, Livet-et-Gavet és Saint-Barthélemy-de-Séchilienne községekkel határos.

## Népesség
A település népességének változása:
| Lakosok száma | 67   | 120  | 142  | 132  | 142  | 133  | 132  | 136  | 138  | 139  |
|               | 1968 | 1982 | 1990 | 2006 | 2013 | 2015 | 2017 | 2019 | 2020 | 2022 |